# Liste der Pfarren im Dekanat Altheim-Aspach
Das Dekanat Altheim-Aspach ist ein Dekanat der römisch-katholischen Diözese Linz.

## Pfarren mit Kirchengebäuden und Kapellen
| Ort                   | Pfarrverband | Ink. | Patrozinium               | Kirchengebäude und Kapellen                                                                            | Bild                              |
| Altheim               |              |      | Hl. Laurentius            | Pfarrkirche Altheim Marktkirche Altheim, Kapelle im Altenheim, Mauernberg-Kapelle, St.-Ulrichs-Kapelle | Pfarrkirche Altheim               |
| Aspach                |              |      | Mariä Himmelfahrt         | Pfarrkirche Aspach                                                                                     | Pfarrkirche Aspach                |
| Höhnhart              |              |      | Hl. Jakobus der Ältere    | Pfarrkirche Höhnhart                                                                                   | Pfarrkirche Höhnhart              |
| Kirchheim im Innkreis |              |      | Hl. Nikolaus              | Pfarrkirche Kirchheim im Innkreis                                                                      | Pfarrkirche Kirchheim im Innkreis |
| Maria Schmolln        |              |      | Mariahilf                 | Wallfahrtskirche Maria Schmolln                                                                        | Wallfahrtskirche Maria Schmolln   |
| Mettmach              |              |      | Hl. Stephanus             | Pfarrkirche Mettmach                                                                                   | Pfarrkirche Mettmach              |
| Moosbach              |              |      | Hll. Petrus und Silvester | Pfarrkirche Moosbach                                                                                   | Pfarrkirche Moosbach              |
| Mühlheim am Inn       |              |      | Mariä Himmelfahrt         | Pfarrkirche Mühlheim am Inn                                                                            | Pfarrkirche Mühlheim am Inn       |
| Polling im Innkreis   |              |      | Hl. Andreas               | Pfarrkirche Polling im Innkreis                                                                        | Pfarrkirche Polling im Innkreis   |
| Roßbach               |              |      | Hl. Jakobus der Ältere    | Pfarrkirche Roßbach Filialkirche St. Veit im Innkreis                                                  | Stiftskirche Roßbach              |
| St. Johann am Walde   |              |      | Hl. Johannes der Täufer   | Pfarrkirche St. Johann am Walde                                                                        | Pfarrkirche St. Johann am Walde   |
| Treubach              |              |      | Mariä Geburt              | Pfarrkirche Treubach                                                                                   | Pfarrkirche Treubach              |
| Weng im Innkreis      |              |      | Hl. Martin                | Pfarrkirche Weng im Innkreis                                                                           | Pfarrkirche Weng im Innkreis      |

## Dekanat Altheim-Aspach
Das Dekanat umfasst 13 Pfarren.

## Dechanten
- Christoph Mielnik